# 大衛·戴亞斯
安歷基·大衛·戴亞斯·維拉基斯（Enrique David Diaz Velazquez，1982年4月9日—），是烏拉圭的足球運動員，司職後衛。
2009-2010年球季，傑志宣佈已從西班牙羅致了5至6名的外援，現有的外援全部不獲留用。